# باش‌لی (بسنی)
باش‌لی (انگلیسی: Başlı)  یک منطقه مسکونی در ترکیه است که در استان آدیامان و در ناحیه بسنی واقع شده است.